# Ассамблея Союза
Ассамблея Союза (бирм. ပြည်ထောင်စု လွှတ်တော်, Pyidaungsu Hluttaw) — высший законодательный орган Республики Союза Мьянма. Согласно Конституции 2008 года, Ассамблея состоит из двух палат: верхняя 224-местная Палата национальностей (Amyotha Hluttaw) и нижняя 440-местная Палата представителей (Pyithu Hluttaw). В свою очередь, каждый из четырнадцати крупных административных районов страны имеет свой собственный местный парламент: Региональная ассамблея (Region Hluttaw) или Собрание штата (State Hluttaw). 
Депутаты первого состава Ассамблеи Союза были избраны в ходе парламентских выборов 2010 года. Зал заседаний располагается в комплексе зданий в Нейпьидо.

## История

### Доколониальная эра
Слово «хлутто» (бирм. လွှတ်တော်, Hluttaw, в переводе королевский выпуск) исторически относится к Совету министров царского двора в доколониальной Бирме. Истоки хлутто восходят к Паганскому царству, когда король Нантаунгмья (годы правления: 1211—1235) создал тайный совет старших министров для ведения каждодневных дел правительства.
Во время правления династии Конбаун, на хлутто были возложены обязанности правительства и национального административного орган королевства, делившегося на три ветви: финансовую, исполнительную и судебную. Бидалк (бирм. ဗြဲတိုက်, Byedaik) выступал в качестве тайного совета, ведавшего внутренними делами королевского двора, в то время как хлутто как бы стал правительством. По традиции в обязанности хлутто входил выбор наследника, когда действующий король не сделать этого сам. Сессии хлутто проходили ежедневно в течение 6 часов, с 6 до 9 утра, и с полудня до 3 часов вечера, с участием министров (бирм. မင်းကြီး, Mingyi), министров третьего ранга (бирм. ဝန်ထောက်, Wundauk), и главных клерков (бирм. စာရေးကြီး, Sayegyi), а также министров внутренних дел (бирм. အတွင်းဝန်, Atwin Вун), заседавших в бидалке. В обязанности короля входило назначение четырёх министров, четырёх министров внутренних дел и четырёх офицеров.

### Британская Бирма
С 1935 года и до провозглашения независимости, государственное устройство Бирмы определялось Актом о правительстве 1935 года. В течение этого периода, Законодательное собрание состояло из двух палат: 36-местный Сенат и 132-местная Палата представителей.

### Союз Мьянма

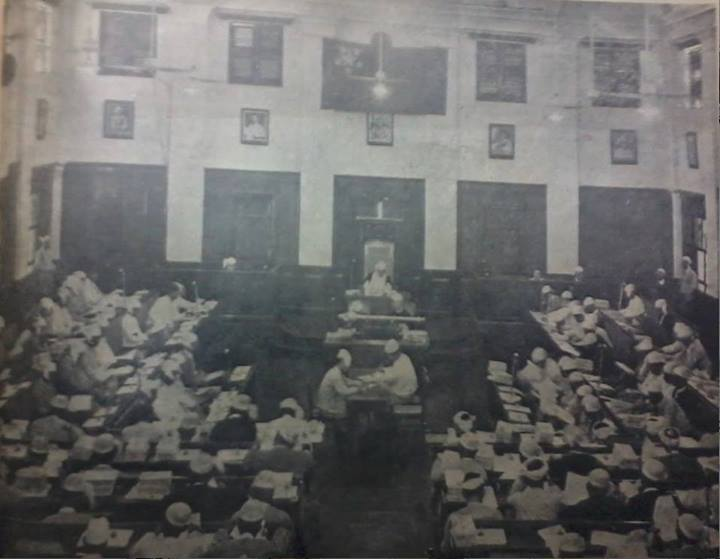
Заседание Палаты депутатов в 1950-х годах.

С 1947 по 1962 год, по Конституции 1947 года, высшим законодательным органом был Парламент Союза, состоящий из двух палат: 125-местная Палата национальностей (Lumyozu Hluttaw) и Палата депутатов (Pyithu Hluttaw), количество депутатов которой определялось численностью населения соответствующих избирательных округов. С 1957 по 1963 год Парламент был членом Межпарламентского союза (16 марта 2012 года депутаты Ассамблеи приняли решение снова вступить в МПС).

### Социалистическая Республика Бирманский Союз
С 1962 по 1974 года хлутто не существовало, так как страной правил Революционный совет. С 1974 по 1988 год, по Конституции 1974 года, законодательная власть принадлежала однопартийному Народному Собранию (Pyithu Hluttaw), в лице членов Партии бирманской социалистической программы. Новый состав переизбирался каждые четыре года

## Состав
Ассамблея Союза является двухпалатным законодательным органом с 664 депутатами, состоящим из верхней 224-местной Палаты национальностей (Amyotha Hluttaw) и нижняя 440-местная Палаты представителей (Pyithu Hluttaw). 75% членов(498 депутатов) избираются непосредственно избирателями, в то время как остальные 25% (166) являются военнослужащими, назначаемыми главнокомандующим вооружёнными силами. Во мнотом такая политика похожа на индонезийский Новый порядок.

### Палата национальностей
Палата национальностей является верхней палатой Ассамблеи Союза, с 12 местами, выделяемыми для каждой области или штата, составляя в общей сложности 168 непосредственно избираемых мест. Из 224 мест, 56 являются военнослужащими, назначенными главнокомандующим вооружёнными силами.

### Палата представителей
Палата представителей является нижней палатой Ассамблеи Союза, с местами выделяемыми для каждого из 330 поселений страны. Из 440 мест, 330 избираются прямым голосованием и 110 являются военнослужащими, назначенными главнокомандующим вооружёнными силами.

## Выборы
Выборы в Мьянме основываются на всеобщем избирательном праве для всех бирманских граждан в возрасте старше 18 лет. Конституция гарантирует избирателям право голоса через тайного голосования. Тем не менее, члены религиозных орденов (в том числе членов буддийской сангхи), заключенные, психически нездоровые, а также лица, имеющие долги не имеет права голосовать за членов парламента. Голосование не является обязательным. В Мьянме практикуется система в которой избирается кандидат, получивший наибольшее число голосов.
На выборах 2010 года, государственные средства массовой информации сообщали о явке избирателей в 77,26%. В то же время, получило широкое распространение предварительное голосование военнослужащих и членов их семей, полицейских и государственных служащих, что стало нарушением избирательного законодательства 2010 года, позволявшего голосовать досрочно только избирателям, находящимся вдали от своих избирательных округов, а также гражданам, проживающим за рубежом. В некоторых избирательных округах до 95% вброшенных бюллетеней были заполнены заранее, а 10% голосов (6000000) были ранее отданы. Кроме этого поступали сообщения о множественных фальсификациях, манипуляциях избирателями, голосования призраков и под принуждением, когда люди были вынуждены голосовать за кандидатов и должностных лиц членов Партии солидарности и развития Союза.

## Срок
Две палаты избираются одновременно, а члены парламента исполняют свои обязанности пять лет. Депутаты занявшие посты министров, освобождают свои места в Ассамблее. Для занятия освободившихся мест проводятся дополнительные выборы. Первое очередное заседание Ассамблеи должно быть проведено в течение 15 дней с момента начала первой сессии. По крайней мере, очередная сессия должна проводится один раз в год, а последующие — с перерывом в течение 12 месяцев. Специальные или чрезвычайные сессии могут созываться президентом. Парламентские сессии могут быть действительными в случае присутствия 25% или более депутатов. Первая сессия Ассамблеи проходила с января по март 2011 года, а вторая была начата 22 августа 2011 года. На первую сессию журналисты не были допущены, однако позже в Министерстве информации разрешили присутствовать на второй сессии.

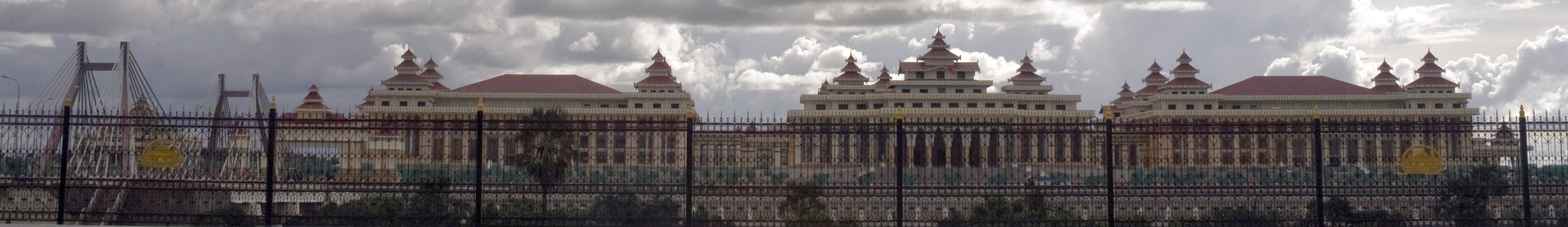
Панорамный вид на комплекс зданий Ассамблеи Союза в Нейпьидо, 2010 год.